# Муранов, Анатолий Николаевич
Анато́лий Никола́евич Муранов (31 января 1947, Никополь — 27 декабря 1979, Кабул) — старший лейтенант, сотрудник отряда «Зенит» спецрезерва Комитета государственной безопасности при Совете Министров СССР, активный участник штурма здания Министерства внутренних дел Афганистана, проводившегося одновременно со штурмом дворца Амина, погиб при исполнении служебных обязанностей.

## Биография
Родился 31 января 1947 года в городе Никополе Днепропетровской области Украинской ССР.
С раннего возраста проживал в городе Свердловске. После окончания Свердловской средней школы № 76 поступил в Уральский лесотехнический институт. В 1970 году окончив его, получив специальность инженера-механика по станкам и инструментам. Во время учёбы активно занимался научной и общественной работой, был автором нескольких научных статей, руководил группой добровольной народной дружины, являлся спортсменом-самбистом.
По завершении учёбы получил предложение поступить на службу в органы Комитета государственной безопасности при Совете Министров СССР. В 1973 году окончил Высшую школу КГБ СССР, после чего вернулся в Свердловск. Служил оперуполномоченным, старшим оперуполномоченным Управления КГБ СССР по Свердловской области.
В декабре 1979 года изъявил желание отправиться в командировку в Демократическую Республику Афганистан для участия в проведении специальной операции по свержению режима Хафизуллы Амина. Был зачислен в состав специальной группы «Зенит». Часть этой группы должна была принять непосредственное участие в штурме президентского дворца Тадж-Бек, где находился Амин со своей гвардией, а другой её части, в которую был включён и Муранов, вменялось в обязанность захватить важнейшее ведомство — Министерство внутренних дел Афганистана.
Операция началась вечером 27 декабря 1979. В 19:30 группа Муранова, в которую входили 14 офицеров и 2 взвода десантников, в короткой ожесточённой схватке, продлившейся всего пятнадцать минут, очистила от охраны все этажи, несмотря на то, что здание МВД защищало 350 афганцев. В ходе боя Муранов получил тяжёлое ранение в оба бедра. Он был доставлен в поликлинику при советском посольстве в Кабуле, однако вскоре скончался от острой кровопотери и болевого шока. Похоронен на Широкореченском кладбище в городе Екатеринбурге.
Указом Президиума Верховного Совета СССР капитан Анатолий Николаевич Муранов посмертно был удостоен ордена Красного Знамени.

## Память
- Именем Анатолия Николаевича Муранова названа улица в городе Екатеринбурге[3].
- Мемориальная доска в память о Муранове установлена мемориальная доска на здании Екатеринбургской средней общеобразовательной школы № 76 с углубленным изучением отдельных предметов[4].
- На здании Управления Федеральной службы безопасности Российской Федерации по Свердловской области установлена мемориальная доска, в музее Управления находится стенд, посвящённый Муранову[5].